# Joey Beltram
Joey Beltram (* 6. November 1971 in Queens, New York City) ist ein US-amerikanischer Graffitikünstler und Musiker.

## Leben
Joey Beltram wuchs im New Yorker Stadtteil Queens auf. In Brooklyn sprühte er leidenschaftlich gerne Graffiti an diverse Wände.
Mit 12 Jahren fängt er an, als DJ aufzulegen. Mit 17 folgt seine erste Platte auf Nu Groove unter dem Pseudonym Code 6. Inspiriert wird Beltram nicht vom typischen NY Sound oder Disco, sondern von Adonis oder Chip E. Es folgen Arbeiten für die Labels Atmosphere Records, Easy Street und Trax Records aus Chicago. Seine Platten verkaufen sich ausgezeichnet, aber nicht in seiner Heimatstadt. Daher ist er völlig verblüfft, als ihm die Labelbetreiber vom Erfolg in Europa erzählen.
1989 reist er nach Gent in Belgien, wo er seine Karriere in Europa weiter ausbaut. 1990 zurück in Queens produziert er Energy Flash. New Yorker Label lehnen die Produktion ab – es sei denn, Beltram würde sie mit Vocals erweitern. Beltram geht keine Kompromisse ein und veröffentlicht Energy Flash auf dem belgischen Label R&S Records, unwissend, dass er damit Musikgeschichte schreibt, die heute sogar in Musiklehrbüchern auftaucht. Als Importware wird die Scheibe dann auch in New York ein riesiger Cluberfolg und die New Yorker Labels treten wieder mit Beltram in Kontakt mit der Aussage, dass sie nun doch gerne etwas von ihm veröffentlichen würden – egal was. Nicht ganz glücklich mit dieser Entwicklung (dass sich einige Labels erst für seine Musik interessieren, wenn sie sicher sind, dass sie sich in großer Stückzahl verkaufen lässt), konzentriert er sich vor allem auf Europa, wo er bereits als eine Art „Held“ der Techno-Generation gefeiert wird.
1995 erscheint sein Album Places auf Tresor Records. Das Album wurde in die Liste The Wire’s „100 Records That Set the World on Fire (While No One Was Listening)“ aufgenommen.
1999 startet er das Label STX und veröffentlicht die arena ep.

## Aliasse / Pseudonyme
- Code 6
- Direct
- Disorder
- Evil A.D.
- JB³
- Joey Beltram Presents Odyssey Nine
- Nerve Control
- Open Mind
- Sintox
- T*Z*O
- Technical Onslaught
- Vice Tribes
- X-Buzz
- 2 On Wax
- 78th Street Project
- Final Exposure
- K.A.O.S.
- Lost Entity
- Mental Mayhem
- Program 2 Beltram
- R.S.H.
- Second Phase
- XP

## Veröffentlichungen
- Joey Beltram – Start It Up Remixes EP (Trax UK)
- Joey Beltram Presents Geoffrey Mack (Trax)
- Cold Six – Forgotten Moments
- 2 On Wax – Go For Yours (Sue 1987)
- Joey Beltram – LE-01 (X 1990)
- Open Mind – Trance (Easy Street 1990)
- R.S.H. – Laughing While Intoxicated (Dope Wax 1990)
- Vice Tribes – Oohm Jae (Cutting 1990)
- Beltram – Energy Flash / Psycho Bass (Transmat/R&S 1990)
- K.A.O.S. – I Cant Stop (Atmosphere 1990)
- 78th Street Project – A S.U.R.E. Shot Mix (Sue 1990)
- Beltram – Vol. 1 (R&S 1990)
- Lost Entity – Bring that Back (Nu Groove 1990)
- Code 6 – 1st Chapter (Nu Groove 1990)
- Mental Mayhem – Where Are They Hiding / Joeys Riot (Atmosphere 1990)
- Joey Beltram – Outcry / Technical Onslaught (Allabi 1990)
- Direct – Let It Ride (Allabi 1990)
- Not Normal – Rock Your Soul (Rhythmatic Rage 1991)
- Beltram – Fuck All You Mother Fuckers (R&S 1991)
- Beltram & Program 2 – The Omen (R&S 1991)
- Second Phase – Mentasm (R&S 1991)
- Beltram – Vol. 2 (R&S 1991)
- Final Exposure – Vortex (Plus 8 1991)
- Code 6 – 2nd Chapter (Nu Groove 1991)
- Beltram – Demo EP Part One (R&S 1992)
- Joey Beltram – Sintox (Twenty Three 1993)
- Joey Beltram presents – Dance Generator (Trax 1993)
- Joey Beltram – Evil A.D. Destruction EP (Syntox 1993)
- Hard Attack – Vol I (Rotterdam 1993)
- Nerve Control – Deep Six (Radikal 1993)
- Code 6 – Third Aura (Experimental 1993)
- X-Buzz – Overload (Diki 1993)
- Joey Beltram – Fuzz Tracks EP (X-Sight 1994)
- Joey Beltram – The Caliber EP (Warp 1994)
- Joey Beltram – Aonox (Visible/Barramundi 1994)
- Odyssey Nine – Drums Of Orbit (Visible 1994)
- XP – Ground Hog (Synewave 1994)
- Lost Entity – Construction / Scorpio (Permanent 1994)
- Joey Beltram – Game form (Tresor / Logic)
- Joey Beltram – Metro (Tresor)
- Joey Beltram – Places LP (Tresor 1995)
- DJ Power Out – Circuit Work (Synewave 1995)
- DJ Power Out – Serge EP (Geometric 1995)
- Joey Beltram – Instant EP (Tresor / Logic / BMG 1996)
- Joey Beltram – Classics (R&S 1996)
- JB3 – Believer (Novamute USA 1996)
- JB3 – Forklift (Novamute USA 1996)
- JB3 – Close Grind (Novamute 1996)
- X-Buzz vs. DJ Larry – Overload EP (Plain House 1997)
- VA – JB3 – Through the Mixer (Novamute USA 1997)
- VA – Joey Beltram – Live Mix (BMG/LOGIC 1997)
- Joey Beltram – Ball Park EP (Tresor 1998)
- Beltram presents – Re:Releases 1989–1991 (Trax 1998)
- VA – Joey Beltram – Mixmag Live! vol. 6
- VA – Joey Beltram – Sound Of 2am (Moonshine 1999)
- Joey Beltram – Arena (STX 1999)
- Joey Beltram – Ep No. 1 (STX 2000)
- Joey Beltram Vs Technasia – The Start It Up Remix EP
- JB3 – Slice (Bush Bush 2001)
- VA – Joey Beltram – Form & Control (Brooklyn Music 2002)
- JB3 – The Selected Dub Plates (STX US 2002)
- Joey Beltram – Super Magnetic (STX 2003)
- Joey Beltram – Beyonder / Universal Mind (Tresor 2004)
- Joey Beltram – In The Ultra Drive EP (STX)
- Joey Beltram – The Infinite Wisdom (STX)
- Joey Beltram – The Anthem (Hatiras/Kau)